# Héctor Carretero Milla
Héctor Carretero Milla   (Madrigueras, 28 de maig de 1995) és un ciclista espanyol, professional des del 2017 i fins al 2023. Del 2016 al 2021 va córrer al Movistar Team, equip pel qual fitxà després d'haver corregut tres anys amb l'equip Lizarte. El 2022 fitxà pel Kern Pharma. Actua de gregari i en el seu palmarès destaca una victòria d'etapa a la Volta a Astúries del 2021.

## Palmarès
- 2014
  - Campió de Castella-La Manxa sub-23[6]
  - 1r al Memorial José Vicent Serrano
- 2015
  - 1r al Memorial José María Anza
- 2016
  - 1r al Memorial Cirilo Zunzarren
  - 1r a la Clásica Ciudad de Torredonjimeno
  - 1r al Memorial Luis Muñoz
  - 1r al Circuit Sollube
  - Vencedor d'una etapa de la Volta a Palència
- 2021
  - Vencedor d'una etapa a la Volta a Astúries

### Resultats al Giro d'Itàlia
- 2019. 88è de la classificació general
- 2020. 79è de la classificació general

### Resultats a la Volta a Espanya
- 2022. No surt (11a etapa)